# Ondřej Zdráhala
Ondřej Zdráhala (né le 10 juillet 1983), est un joueur de handball tchèque. Il joue au poste de demi-centre en équipe nationale de République tchèque et dans le club polonais du Wisła Płock.

## Palmarès

### En équipe nationale
- 6e placeau Championnat d'Europe 2018

### Distinctions individuelles
- Meilleur buteur du Championnat d'Europe 2018 avec 55 buts